# Valentino Tosatti
Pour les articles homonymes, voir Tosatti.
Valentino Tosatti (né vers 1981 à Trieste) est un mathématicien italien.

## Formation et carrière
Tosatti étudie à partir de 2000 à la Scuola Normale Superiore et à l'université de Pise avec le diplôme Laurea en 2004. Il obtient son doctorat de l'Université Harvard en 2009 sous la direction de Shing-Tung Yau avec une thèse intitulée Geometry of complex Monge-Ampere equations. Il est ensuite professeur adjoint Joseph Fels Ritt à l'université Columbia jusqu'en 2012. En 2012, il devient professeur associé et en 2015 professeur à l'université Northwestern.

## Travaux
Il traite de l'analyse géométrique sur les variétés complexes, hermitiennes et symplectiques.
Avec Gábor Székelyhidi (en) et Ben Weinkove, il prouve que sur les variétés complexes compactes à n dimensions, il existe toujours une métrique de Gauduchon (de) avec une forme volume prescrite. Pour ce faire, le comportement d'une large classe d'équations aux dérivées partielles non linéaires elliptiques du deuxième ordre sur des variétés hermitiennes. Leur résultat résout une conjecture de Paul Gauduchon en 1984.

## Prix et distinctions
À partir de 2012, il est chercheur Sloan. En 2018, il reçoit le prix Caccioppoli. En 2019, il devient membre de l'American Mathematical Society.

## Publications
- (en) L. Pietronero, E. Tosatti, V. Tosatti, A. Vespignani, « Explaining the uneven distribution of numbers in nature: The laws of Benford and Zipf », Physica A: Statistical Mechanics and its Applications, vol. 293, nos 1–2,‎ 2001, p. 297-304 (DOI 10.1016/S0378-4371(00)00633-6).